# Janis: Little Girl Blue
Janis: Little Girl Blue é um filme documentário estado-unidense dirigido por Amy J. Berg de 2015, que fala sobre a vida da cantora e compositora norte-americana Janis Joplin. Foi exibido no Festival de Cinema Internacional de Toronto em 2015.